# Виноградов, Александр Юрьевич (каноист)
Александр Юрьевич Виноградов (род. 10 ноября 1951, Москва, СССР) — советский гребец, девятикратный чемпион СССР, трёхкратный чемпион мира (1971, 1974, 1975), двукратный чемпион Олимпийских игр (1976) по гребле на каноэ. Заслуженный мастер спорта СССР (1975).
Окончил Малаховский филиал Смоленского государственного института физической культуры (1974) и Московскую высшую партийную школу (1985). Член КПСС с 1977 года. Первый вице-президент Российского союза спортсменов (1991—2021).

## Спортивная карьера
Выступал за ДСО «Водник» (Москва). На протяжении всей спортивной карьеры тренировался под руководством своего отца Юрия Виноградова.
Наиболее значимые результаты:
- Двукратный олимпийский чемпион 1976 года на каноэ-двойке на дистанциях 500 и 1000 м (с Сергеем Петренко)
- Участник Олимпийских игр 1980 (6-е место) на каноэ-двойке на 500 м (с Сергеем Петренко)
- Чемпион мира 1971 в гребле на каноэ-двойке на 10 000 м (с Наумом Прокупцом)
- Чемпион мира 1974 в гребле на каноэ-двойке на 500 м (с Михаилом Лобановым)
- Чемпион мира 1975 в гребле на каноэ-двойке на 500 м (с Михаилом Лобановым)
- Бронзовый призёр чемпионата мира 1975 на каноэ-двойке на 1000 м (с Романом Вышенко)
- Чемпион СССР 1971 в гребле на каноэ-двойке на 500 и 10 000 м (с Наумом Прокупцом)
- Чемпион СССР 1972 в эстафете 4×500 м
- Чемпион СССР 1973 в каноэ-одиночке на 500 м, в эстафете 4×500 м
- Чемпион СССР 1974 в каноэ-двойке на 500 м (с Михаилом Лобановым)
- Чемпион СССР 1976 в каноэ-двойке 500 и 1000 м (с Сергеем Петренко)
- Чемпион СССР 1979 в каноэ-двойке на 500 м (с Сергеем Петренко)